# Christian Daniel Nussbaum

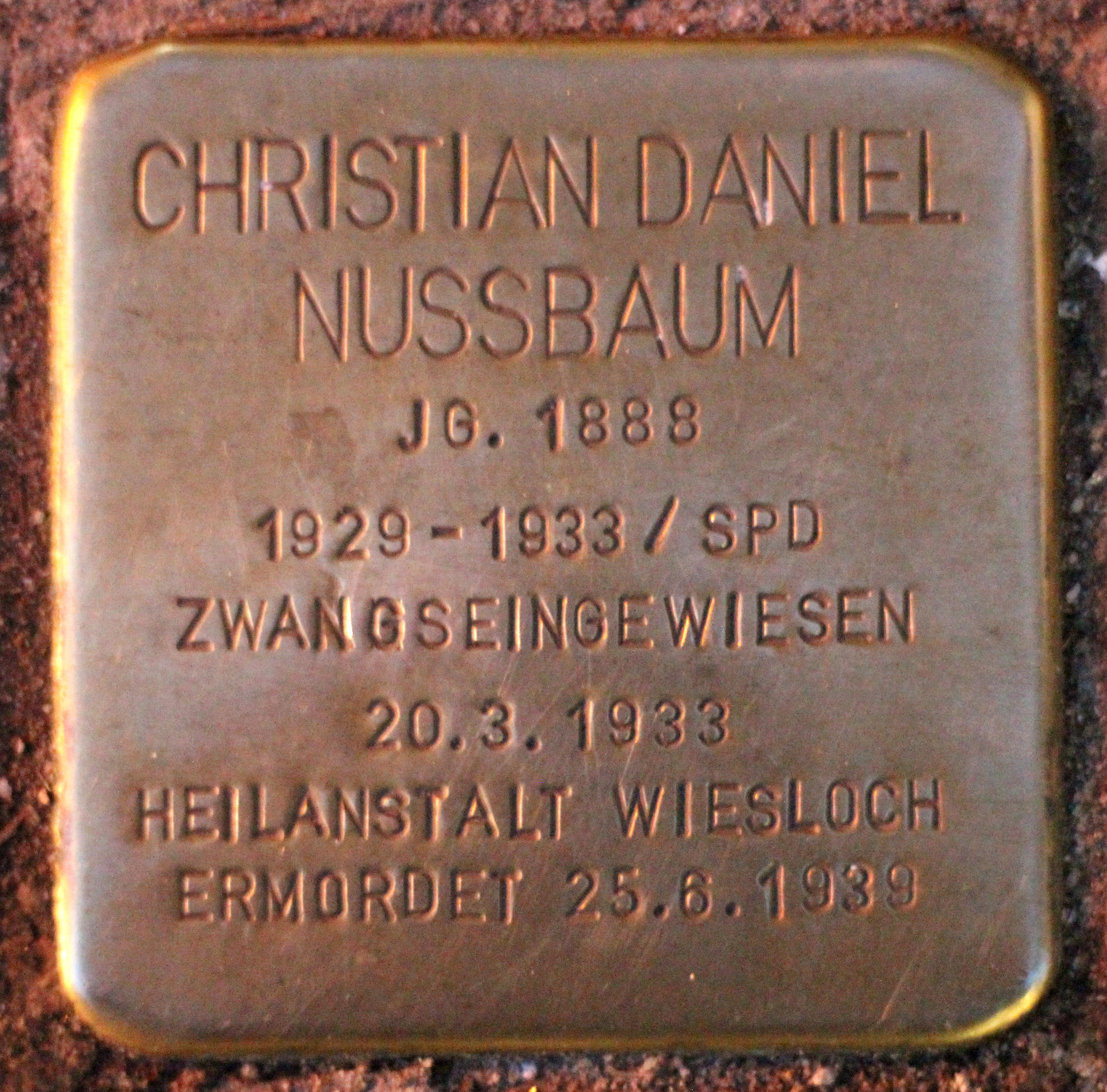
Snubbelsten åt Christian Nussbaum i Karlsruhe.

Christian Daniel Nussbaum (även Nußbaum), född 9 juli 1888 i Strassburg, död 25 juni 1939 i Wiesloch, var en tysk socialdemokratisk politiker och ledamot av Republiken Badens lantdag.
Efter Adolf Hitlers maktövertagande i januari 1933 företog Badens Gauleiter, Robert Wagner, en rad gripanden av socialdemokratiska och kommunistiska politiker för att ”säkra den allmänna ordningen”. I gryningen den 17 mars kommenderades två polismän till Nussbaums bostad i Freiburg för att gripa denne. Poliserna slog in dörren varpå Nussbaum öppnade eld mot dem; den ene dog omedelbart, medan den andre senare avled av sina skador. Den nazistiska pressen såg i polismännens död ett bevis på ”marxismens brottsliga natur” och ytterligare gripanden av politiska motståndare följde.
Nussbaum greps och fördes till Freiburgs fängelse. Han hävdade att han hade handlat i nödvärn. Kort därefter överflyttades han till den psykiatriska anstalten i Wiesloch. Läkare bedömde, att han inte kunde hållas straffrättsligt ansvarig för polismännens död. Det framkom att Nussbaum hade mottagit flera hotbrev och därför skaffat sig en vapenlicens. När polismännen slog in dörren, hade Nussbaum trott att han själv svävat i livsfara och därför skjutit mot dem. Nussbaum avled under oklara omständigheter på anstalten i Wiesloch. Enligt en uppgift blev han mördad.